# 玉观音 (2003年电视剧)
玉觀音，中国大陆于2002年拍摄的电视连续剧，片长28集（剪辑长度27集），于2003年播出。该剧根据海岩同名小说改编而成，导演丁黑也参与编剧。

## 制作
- 导演：丁黑
- 编剧：海岩
- 副导演：鲍成志、哈斯其其格
- 出品人：刘燕铭、于京

## 演员
- 孙　俪　饰　安　心
- 佟大为　饰　杨　瑞
- 何润东　饰　毛　杰
- 杜　源　饰　潘队长
- 房　斌　饰　铁　军
- 黄　怡　饰　钟　宁
- 赵　亮　饰　刘明浩
- 符馨尹　饰　贝　贝
- 毕彦君　饰　杨　父
- 张光北　饰　边晓军
- 冯国强　饰　钟国庆

友情出演
- 方　舒　饰　律　师
- 李法曾
- 张　延
- 詹小楠
- 张喜前

## 评价
- 腾讯评述

《玉观音》以真实细腻的手法描写了主人公的心理情感历程，蕴含着积极向上的人格力量和生命意义，对爱情、事业及良知的表达有巨大的感召力。

## 來源
1. ↑  . 网易娱乐. 2003年5月28日  [2009-11-24]. （原始内容存档于2008-07-25） （简体中文）.